# Севастьяненко Юрій Григорович
Юрій Григорович Севастьяненко (рос. Юрий Григорьевич Севастьяненко; нар. 24 вересня 1943, Красноярськ, РРФСР) — радянський та російський футбольний тренер.

## Життєпис
Грав нападником у командах української зони другої ліги. Виступав за бердянські команди «Енергія» та «Торпедо». Розпочав тренерську кар'єру в бердянському спортклубі «Первомаєць», наприкінці 1973 року очолив юнацьку команду «Торпедо» спортклубу. За рік команда стала чемпіоном Запорізької області, наступного року — другим призером першості обласної ради ДСТ «Спартак». Згодом працював тренером команди «Торпедо» та юнацької збірної облради ДСТ «Авангард». У 1979-1980 роках навчався у московській Вищій школі тренерів, у центральній спортивній пресі виходили його статті з футбольної тактики та виховної роботи. Входив до науково-методичної ради Федерації футболу СРСР. Працював над кандидатською дисертацією на тему «Підготовка футболіста високої кваліфікації». Тричі стажувався у Валерія Лобановського. 
У 1981 році — начальник команди «Металург» (Запоріжжя). У 1982 році став старшим тренером «Кузбасу» (Кемерово), відразу ж вивів команду в першу лігу і отримав звання заслуженого тренера РРФСР. У 1983 році визнаний найкращим тренером РРФСР. Працював із командою до 1986 року.
1988 року на пропозицію В'ячеслава Колоскова став працювати головним тренером марокканського клубу «Олімпік» (Хурібга) («Олімпік Спорт»). У сезоні 1987/88 років врятував команду від вильоту — клуб зайняв 12 місце з 67 очками, на одне очко випередив найближчий клуб, що вилетів з 15 місця. Наступного сезону «Олімпік» за три тури до фінішу посідав перше місце з відривом у чотири очки. Після перемоги над одним із найближчих конкурентів МАС Фес з «Олімпіка» було знято два очки через те, що воротар Азіз Сібус, пославшись на травму, не з'явився на збір національної команди, а зіграв за клуб — історія отримала назву «Афера Сібуса». У підсумку «Олімпік» посів третє місце, поступившись одним очком чемпіону ФАР Рабат і набрав стільки ж очок, як і МАС. Після цього Юрія Севастьяненка було запрошено до клубу «Відад» (ВАК) Рабата, з яким став триразовим чемпіоном Марокко, володарем Африканського Кубка чемпіонів (1992), Афро-азіатського Кубку (1993). Тренував команду до 1994 року, повертався до неї у 1997, 1999, 2000-2001 роках.
Працював у командах Африки та Близького Сходу «Ан-Наср» Салала, Оман (1995), «Аш-Шабаб» Ер-Ріяд, Саудівська Аравія, «Сфаксьєн» Сфакс, Туніс (1996-1997), катарський клуб (1998), «Аль-Наджма» Унайза, Саудівська Аравія (1999-2000), «Раджа» Касабланка, Марокко (2001), «Ель-Масіра» Ель-Аюн, Марокко (2001-2002), «Аль-Аглі» Триполі, Лівія (2008), «Ель-Еульма», Алжир (2012 - ?), "Аль-Зафра» ОАЕ (?), ТАС Касабланка.
З початку 2010-х проживає з дружиною у Канаді, у синів, працював у футбольній школі у Квебеку.